# Coco (film din 2017)
Coco este un film Disney-Pixar din 2017. Varianta autohtonă în limba română îl aduce în atenție pe Cătălin Moroșanu care a dublat vocea unui localnic. 